# Борисов, Фёдор Васильевич
Фёдор Васи́льевич Бори́сов (род. 5 февраля 1892 года в Москве, Российская империя — ум. 1964) — русский, а также советский вело и мотогонщик. Заслуженный мастер спорта СССР (1943).

## Биография, карьера
Выступал за Московский Кружок Конькобежцев и Велосипедистов — Любителей (МККиВЛ). Чемпион Центральной России 1911 года.
В 1912 году принимал участие в летних Олимпийских играх в Стокгольме, где выступал за сборную Российской империи в шоссейной гонке на дистанции 320 километров (в индивидуальном и командном зачетах). На тот момент он являлся одним из самых молодых спортсменов, выступавших в составе России. Во время проведения индивидуального соревнования был тяжело травмирован и вынужден был сойти с дистанции.
В 1914 году завоевал серебряную медаль в велосипедной гонке на 250 вёрст на Второй Всероссийской спортивной олимпиаде.
Во время Первой мировой войны находился в рядах русской армии.
После Октябрьской революции продолжил выступать в соревнованиях. В 1922 году стал председателем «Московского общества мотоциклистов и велосипедистов». В 1924 году участвовал в учреждении газеты «Советский спорт». В дальнейшем сотрудничал с «Советским спортом» в качестве обозревателя авто и мотогонок. Выступал за привлечение женщин к авто и мотогонкам. Активно пропангандировал вело, мото и автоспорт в Советском Союзе. Автор книг: «Велосипед» (1924, 1926), «Справочник велосипедиста» (1931), «Мото-спорт» (1939), «Автомобильный и мотоциклетный спорт в СССР» (1954, соавтор). Руководил отделением велоспорта высшей школы тренеров Государственного центрального ордена Ленина института физической культуры им. И. В. Сталина (ГЦОЛИФК). Представлял спортивное общество «Спартак».
Умер в 1964 году.